# チランジア・プルイノーサ
チランジア・プルイノーサ（Tillandsia pruinosa） は、パイナップル科の植物の1つで、いわゆるエアープランツの1つ。壺型の中心部から伸びるうねる葉を持つ。

## 特徴
大きな偽鱗茎を持つ草本。茎そのものは伸びず、植物体の中心になる偽鱗茎の部分はすべて葉鞘が折り重なって形成されている。全体の高さは8-20cm、葉の長さは20cm以下で、葉身の部分は径2-4mmの丸い紐状になっていて、これが波状に湾曲しつつ巻いたりねじれたりと様々な姿を見せる。またその全体に灰白色か茶褐色の鱗片を一面につける。葉鞘部は楕円形からほぼ円形の幅広い形で長さ2-4cmあり、これが互いに重なり合って大きな偽鱗茎を形作る。なお開花時には全体が赤紫色に色づく。
花茎は直立し、偽鱗茎から花序を抜き出させるが、花茎の抜き出て見える部分は短く、または見えない。花茎苞は卵形で先端が鋭く尖り、やや革質で長さは20-26mmあり、開花時には桃色に染まる。花序は穂状花序で、単独に出るか、2-3個が掌状に出る。個々の穂状花序は長さ7cm、幅4cmで、10-30の花が密につく。個々の花には柄がなく、花苞は竜骨状で長さ3cm、表面に鱗片を密生する。萼片は披針形から楕円形で先端は鈍く尖り、長さ13-19mmで茶色、毛がない。花弁は線形で長さ3cm、線形で先端は鋭く尖るか鈍く尖り、すみれ色をしている。雄蘂は花弁より高く抜き出る。蒴果は長さ55mm以下、円柱形で先が尖る。
テチランジア亜属に含まれる。

## 分布と生育環境
フロリダ南部からキューバ、メキシコ南部からエクアドル、ブラジル中部まで分布があり、標高1500mまで見られる場所がある。

## 利用
エアプランツとして栽培される。いわゆる銀葉種の壺形に含まれるもので、比較的普及しており、小柄な壺型種として人気が高い。葉のうねる姿と渋い色合いながら美しいグラデーションを作るのが魅力とも言う。水を好むが、偽鱗茎に水がたまりやすく、よく風を通すことが求められる。